# Богданов, Валентин Олегович
Валенти́н Оле́гович Богда́нов (род. 14 марта 1979, Ташкент) — российский журналист, репортёр канала «Россия-1». В 2000-х работал корреспондентом ГТРК «Ямал», с начала 2010-х годов собственный корреспондент ВГТРК в США, с марта 2021-го года ведёт программу «„Америка“ с Валентином Богдановым».

## Биография
Родился в 1979 году в Ташкенте.
Отец — Олег Богданов, довольно известный советский зоолог и герпетолог, создатель первого в Средней Азии змеиного питомника. Всё детство Богданов провёл с отцом в экспедициях.
Среднее образование получил в одной из ташкентских школ, а также в во Франции, в колледже Les Hauts de Plaine, расположенном в коммуне Ларань-Монтеглен. Изучал французский и английский языки.
После окончания школы поступил в Ташкентский Государственный Университет на факультет филологии. Учился хорошо. После первого курса перебрался в Москву, где продолжил обучение в МГУ им. М.В Ломоносова, на том же факультете.
После получения диплома в ВУЗе сменил множество профессий: был школьным учителем, преподавал французский, некоторое время проработал в киноиндустрии, работал в коммерческом отделе на радио, занимался маркетингом
Первый опыт работы на телевидении получил при стажировке в филиале телекомпании Ямал, в Салехарде в марте 2005 года. Свой первый сюжет на тему декламирования детьми одной из школ стихов Блока провёл вместе Игорем Корнелюком, с которым хорошо дружил[значимость факта?].
В 2006 году перешёл на работу в ДИП[уточнить] «Вести». Поначалу работал в Москве, а с сентября 2008-го занимал должность собственного корреспондента в Киеве, на Украине. С 2013-го является собкором компании в США. На федеральных телеканалах и радиостанциях за его авторством регулярно появляются сюжеты о внешней и внутренней политике Соединённых Штатов, приглашается в эфир в качестве эксперта по Америке.
С марта 2021 года на телеканале Россия-24 является ведущим программы «„Америка“с Валентином Богдановым», а также программ «Трампоскоп» и «Штатный корреспондент» на радио Вести ФМ.
C января 2022 года является ведущим еженедельной программы «Гудбай, Америка!», выходящей по воскресеньям на ютьюб-канале «Соловьёв LIVE» а также радиостанции Вести ФМ.
С августа 2022 г. — колумнист русскоязычного сайта «RT».

## Инцидент на Генассамблее ООН (2024)
24 сентября 2024 года во время Генеральной ассамблеи ООН в Нью-Йорке Валентин Богданов попытался задать вопрос министру иностранных дел Германии Анналене Бербок в специально отведённой зоне для общения прессы с дипломатами. Вопрос касался перспектив прямых переговоров по украинскому конфликту с участием России.
Инцидент вызвал конфликт: по версии российской стороны, Богданов действовал в рамках журналистской аккредитации, однако Бербок отказалась отвечать, потребовала «не трогать её» и была немедленно окружена охраной. Немецкие источники утверждали, что журналист нарушил протокол, преследуя министра до начала пресс-конференции.
3 октября ООН понизила аккредитацию Богданова до статуса нерезидентского корреспондента, ограничив его доступ к штаб-квартире. Это вызвало протест со стороны российского МИДа, назвавшего решение политически мотивированным. 4 октября аккредитация была восстановлена. Богданов охарактеризовал это как «общий успех» журналистского сообщества.
Инцидент получил широкий резонанс в российских и зарубежных СМИ и стал предметом спора о свободе слова, дипломатическом протоколе и напряжённости в российско-германских отношениях.